# 2019-es Formula–1 amerikai nagydíj
Az amerikai nagydíj volt a 2019-es Formula–1 világbajnokság tizenkilencedik futama, amelyet 2019. november 1. és november 3. között rendeztek meg a Circuit of the Americas versenypályán, Austinban.
Lewis Hamilton ezen a versenyen szerezte meg hatodik egyéni világbajnoki címét.

## Választható keverékek
| Abroncs              | Friss | Használt |
| -------------------- | ----- | -------- |
| Kemény keverék (C2)  |       |          |
| Közepes keverék (C3) |       |          |
| Lágy keverék (C4)    |       |          |
| Átmeneti esőgumi (I) |       |          |
| Teljes esőgumi (W)   |       |          |

## Szabadedzések

### Első szabadedzés
Az amerikai nagydíj első szabadedzését november 1-jén, pénteken délelőtt tartották, magyar idő szerint 17:00-tól.
| helyezés | versenyző          | csapat/motor          | elért idő | különbség | futott kör |
| -------- | ------------------ | --------------------- | --------- | --------- | ---------- |
| 1        | Max Verstappen     | Red Bull-Honda        | 1:34,057  | −         | 26         |
| 2        | Sebastian Vettel   | Ferrari               | 1:34,226  | +0,169    | 30         |
| 3        | Alexander Albon    | Red Bull-Honda        | 1:34,316  | +0,259    | 28         |
| 4        | Pierre Gasly       | Toro Rosso-Honda      | 1:35,008  | +0,951    | 32         |
| 5        | Daniel Ricciardo   | Renault               | 1:35,263  | +1,206    | 29         |
| 6        | Romain Grosjean    | Haas-Ferrari          | 1:35,356  | +1,299    | 24         |
| 7        | Charles Leclerc    | Ferrari               | 1:35,380  | +1,323    | 23         |
| 8        | Lewis Hamilton     | Mercedes              | 1:35,439  | +1,382    | 32         |
| 9        | Lance Stroll       | Racing Point-Mercedes | 1:35,586  | +1,529    | 31         |
| 10       | Kevin Magnussen    | Haas-Ferrari          | 1:35,659  | +1,602    | 23         |
| 11       | Danyiil Kvjat      | Toro Rosso-Honda      | 1:35,661  | +1,604    | 31         |
| 12       | Carlos Sainz Jr.   | McLaren-Renault       | 1:35,723  | +1,666    | 26         |
| 13       | Kimi Räikkönen     | Alfa Romeo-Ferrari    | 1:35,854  | +1,797    | 22         |
| 14       | Sergio Pérez       | Racing Point-Mercedes | 1:35,971  | +1,914    | 29         |
| 15       | Antonio Giovinazzi | Alfa Romeo-Ferrari    | 1:36,037  | +1,980    | 26         |
| 16       | Nico Hülkenberg    | Renault               | 1:36,124  | +2,067    | 24         |
| 17       | Valtteri Bottas    | Mercedes              | 1:36,159  | +2,102    | 40         |
| 18       | Lando Norris       | McLaren-Renault       | 1:36,263  | +2,206    | 23         |
| 19       | Robert Kubica      | Williams-Mercedes     | 1:37,948  | +3,891    | 28         |
| 20       | Nicholas Latifi    | Williams-Mercedes     | 1:41,112  | +7,055    | 7          |

### Második szabadedzés
Az amerikai nagydíj második szabadedzését november 1-jén, pénteken délután tartották, magyar idő szerint 21:00-tól.
| helyezés | versenyző          | csapat/motor          | elért idő | különbség | futott kör |
| -------- | ------------------ | --------------------- | --------- | --------- | ---------- |
| 1        | Lewis Hamilton     | Mercedes              | 1:33,232  | −         | 34         |
| 2        | Charles Leclerc    | Ferrari               | 1:33,533  | +0,301    | 33         |
| 3        | Max Verstappen     | Red Bull-Honda        | 1:33,547  | +0,315    | 28         |
| 4        | Sebastian Vettel   | Ferrari               | 1:33,890  | +0,658    | 35         |
| 5        | Valtteri Bottas    | Mercedes              | 1:34,045  | +0,813    | 34         |
| 6        | Alexander Albon    | Red Bull-Honda        | 1:34,434  | +1,202    | 32         |
| 7        | Pierre Gasly       | Toro Rosso-Honda      | 1:34,509  | +1,277    | 31         |
| 8        | Carlos Sainz Jr.   | McLaren-Renault       | 1:34,667  | +1,435    | 34         |
| 9        | Lance Stroll       | Racing Point-Mercedes | 1:34,744  | +1,512    | 29         |
| 10       | Antonio Giovinazzi | Alfa Romeo-Ferrari    | 1:34,839  | +1,607    | 29         |
| 11       | Daniel Ricciardo   | Renault               | 1:34,924  | +1,692    | 29         |
| 12       | Danyiil Kvjat      | Toro Rosso-Honda      | 1:34,975  | +1,743    | 36         |
| 13       | Nico Hülkenberg    | Renault               | 1:34,988  | +1,756    | 32         |
| 14       | Lando Norris       | McLaren-Renault       | 1:35,025  | +1,793    | 30         |
| 15       | Sergio Pérez       | Racing Point-Mercedes | 1:35,109  | +1,877    | 26         |
| 16       | Kimi Räikkönen     | Alfa Romeo-Ferrari    | 1:35,387  | +2,155    | 34         |
| 17       | Kevin Magnussen    | Haas-Ferrari          | 1:35,442  | +2,210    | 28         |
| 18       | Romain Grosjean    | Haas-Ferrari          | 1:35,789  | +2,557    | 4          |
| 19       | George Russell     | Williams-Mercedes     | 1:36,749  | +3,517    | 37         |
| 20       | Robert Kubica      | Williams-Mercedes     | 1:37,283  | +4,051    | 33         |

### Harmadik szabadedzés
Az amerikai nagydíj harmadik szabadedzését november 2-án, szombaton délelőtt tartották, magyar idő szerint 19:00-tól.
| helyezés | versenyző          | csapat/motor          | elért idő  | különbség | futott kör |
| -------- | ------------------ | --------------------- | ---------- | --------- | ---------- |
| 1        | Max Verstappen     | Red Bull-Honda        | 1:33,305   | −         | 13         |
| 2        | Sebastian Vettel   | Ferrari               | 1:33,523   | +0,218    | 17         |
| 3        | Lando Norris       | McLaren-Renault       | 1:33,818   | +0,513    | 14         |
| 4        | Valtteri Bottas    | Mercedes              | 1:33,904   | +0,599    | 17         |
| 5        | Lewis Hamilton     | Mercedes              | 1:33,923   | +0,618    | 16         |
| 6        | Alexander Albon    | Red Bull-Honda        | 1:33,983   | +0,678    | 14         |
| 7        | Carlos Sainz Jr.   | McLaren-Renault       | 1:34,408   | +1,103    | 15         |
| 8        | Kimi Räikkönen     | Alfa Romeo-Ferrari    | 1:34,513   | +1,208    | 18         |
| 9        | Pierre Gasly       | Toro Rosso-Honda      | 1:34,517   | +1,212    | 14         |
| 10       | Daniel Ricciardo   | Renault               | 1:34,774   | +1,469    | 11         |
| 11       | Nico Hülkenberg    | Renault               | 1:34,784   | +1,479    | 11         |
| 12       | Lance Stroll       | Racing Point-Mercedes | 1:34,792   | +1,487    | 14         |
| 13       | Romain Grosjean    | Haas-Ferrari          | 1:34,849   | +1,544    | 17         |
| 14       | Danyiil Kvjat      | Toro Rosso-Honda      | 1:35,129   | +1,824    | 16         |
| 15       | Kevin Magnussen    | Haas-Ferrari          | 1:35,305   | +2,000    | 14         |
| 16       | Antonio Giovinazzi | Alfa Romeo-Ferrari    | 1:35,956   | +2,651    | 15         |
| 17       | George Russell     | Williams-Mercedes     | 1:36,256   | +2,951    | 15         |
| 18       | Robert Kubica      | Williams-Mercedes     | 1:36,628   | +3,323    | 17         |
| 19       | Sergio Pérez       | Racing Point-Mercedes | 1:38,426   | +5,121    | 22         |
| 20       | Charles Leclerc    | Ferrari               | idő nélkül | –         | 1          |

## Időmérő edzés
Az amerikai nagydíj időmérő edzését november 2-án, szombaton futották, magyar idő szerint 22:00-tól.
| helyezés              | rajtszám | versenyző          | csapat/motor          | 1. rész  | 2. rész  | 3. rész  | rajthely   | futott kör |
| --------------------- | -------- | ------------------ | --------------------- | -------- | -------- | -------- | ---------- | ---------- |
| 1                     | 77       | Valtteri Bottas    | Mercedes              | 1:33,750 | 1:33,160 | 1:32,029 | 1          | 18         |
| 2                     | 5        | Sebastian Vettel   | Ferrari               | 1:33,766 | 1:32,782 | 1:32,041 | 2          | 17         |
| 3                     | 33       | Max Verstappen     | Red Bull-Honda        | 1:33,549 | 1:33,120 | 1:32,096 | 3          | 16         |
| 4                     | 16       | Charles Leclerc    | Ferrari               | 1:33,988 | 1:32,760 | 1:32,137 | 4          | 19         |
| 5                     | 44       | Lewis Hamilton     | Mercedes              | 1:33,454 | 1:33,045 | 1:32,321 | 5          | 17         |
| 6                     | 23       | Alexander Albon    | Red Bull-Honda        | 1:33,984 | 1:32,898 | 1:32,548 | 6          | 14         |
| 7                     | 55       | Carlos Sainz Jr.   | McLaren-Renault       | 1:33,916 | 1:33,422 | 1:32,847 | 7          | 15         |
| 8                     | 4        | Lando Norris       | McLaren-Renault       | 1:33,353 | 1:33,316 | 1:33,175 | 8          | 18         |
| 9                     | 3        | Daniel Ricciardo   | Renault               | 1:33,835 | 1:33,608 | 1:33,488 | 9          | 15         |
| 10                    | 10       | Pierre Gasly       | Toro Rosso-Honda      | 1:33,556 | 1:33,715 | 1:33,601 | 10         | 19         |
| 11                    | 27       | Nico Hülkenberg    | Renault               | 1:34,092 | 1:33,815 |          | 11         | 12         |
| 12                    | 20       | Kevin Magnussen    | Haas-Ferrari          | 1:33,812 | 1:33,979 |          | 12         | 12         |
| 13                    | 26       | Danyiil Kvjat      | Toro Rosso-Honda      | 1:34,138 | 1:33,989 |          | 13         | 14         |
| 14                    | 18       | Lance Stroll       | Racing Point-Mercedes | 1:33,921 | 1:34,100 |          | 14         | 14         |
| 15                    | 8        | Romain Grosjean    | Haas-Ferrari          | 1:34,161 | 1:34,158 |          | 15         | 14         |
| 16                    | 99       | Antonio Giovinazzi | Alfa Romeo-Ferrari    | 1:34,226 |          |          | 16         | 8          |
| 17                    | 7        | Kimi Räikkönen     | Alfa Romeo-Ferrari    | 1:34,369 |          |          | 17         | 8          |
| 18                    | 63       | George Russell     | Williams-Mercedes     | 1:35,372 |          |          | 18         | 9          |
| 19                    | 11       | Sergio Pérez       | Racing Point-Mercedes | 1:35,808 |          |          | boxutca[1] | 5          |
| 20                    | 88       | Robert Kubica      | Williams-Mercedes     | 1:35,889 |          |          | 19         | 9          |
| 107%-os idő: 1:39,887 |          |                    |                       |          |          |          |            |            |

Megjegyzés:
- ↑ 1:  — Sergio Péreznek a boxutcából kellett rajtolnia, miután a pénteki szabadedzés során nem állt meg a kötelező mérlegelésen.[4]

## Futam
Az amerikai nagydíj futama november 3-án, vasárnap rajtolt, magyar idő szerint 20:10-kor.
| helyezés | rajtszám | versenyző          | csapat/motor          | futott kör | idő/kiesés oka | rajthely | abroncs | pont  |
| -------- | -------- | ------------------ | --------------------- | ---------- | -------------- | -------- | ------- | ----- |
| 1        | 77       | Valtteri Bottas    | Mercedes              | 56         | 1:33:55,653    | 1        |         | 25    |
| 2        | 44       | Lewis Hamilton     | Mercedes              | 56         | +4,148         | 5        |         | 18    |
| 3        | 33       | Max Verstappen     | Red Bull-Honda        | 56         | +5,002         | 3        |         | 15    |
| 4        | 16       | Charles Leclerc    | Ferrari               | 56         | +52,239        | 4        |         | 13[2] |
| 5        | 23       | Alexander Albon    | Red Bull-Honda        | 56         | +1:18,038      | 6        |         | 10    |
| 6        | 3        | Daniel Ricciardo   | Renault               | 56         | +1:30,366      | 9        |         | 8     |
| 7        | 4        | Lando Norris       | McLaren-Renault       | 56         | +1:30,764      | 8        |         | 6     |
| 8        | 55       | Carlos Sainz Jr.   | McLaren-Renault       | 55         | +1 kör         | 7        |         | 4     |
| 9        | 27       | Nico Hülkenberg    | Renault               | 55         | +1 kör         | 11       |         | 2     |
| 10       | 11       | Sergio Pérez       | Racing Point-Mercedes | 55         | +1 kör         | boxutca  |         | 1     |
| 11       | 7        | Kimi Räikkönen     | Alfa Romeo-Ferrari    | 55         | +1 kör         | 17       |         |       |
| 12       | 26       | Danyiil Kvjat      | Toro Rosso-Honda      | 55         | +1 kör[3]      | 13       |         |       |
| 13       | 18       | Lance Stroll       | Racing Point-Mercedes | 55         | +1 kör         | 14       |         |       |
| 14       | 99       | Antonio Giovinazzi | Alfa Romeo-Ferrari    | 55         | +1 kör         | 16       |         |       |
| 15       | 8        | Romain Grosjean    | Haas-Ferrari          | 55         | +1 kör         | 15       |         |       |
| 16[4]    | 10       | Pierre Gasly       | Toro Rosso-Honda      | 54         | felfüggesztés  | 10       |         |       |
| 17       | 63       | George Russell     | Williams-Mercedes     | 54         | +2 kör         | 18       |         |       |
| 18[4]    | 20       | Kevin Magnussen    | Haas-Ferrari          | 52         | kicsúszás      | 12       |         |       |
| ki       | 88       | Robert Kubica      | Williams-Mercedes     | 31         | olajszivárgás  | 19       |         |       |
| ki       | 5        | Sebastian Vettel   | Ferrari               | 7          | felfüggesztés  | 2        |         |       |

Megjegyzés:
- ↑ 2:  — Charles Leclerc a helyezéséért járó pontok mellett a versenyben futott leggyorsabb körért további 1 pontot szerzett.
- ↑ 3:  — Danyiil Kvjat eredetileg a 10. helyen ért célba, de utólag 5 másodperces időbüntetést kapott a Sergio Pérezzel történt ütközéséért, ezzel visszacsúszott a 12. helyre.[6]
- ↑ 4:  — Pierre Gasly és Kevin Magnussen nem értek célba, de helyezésüket értékelték, mert a versenytáv több, mint 90%-át teljesítették.

## A világbajnokság állása a verseny után
| H   | Versenyzők       | Pont | H   | Konstruktőrök             | Pont |
| --- | ---------------- | ---- | --- | ------------------------- | ---- |
| 1.  | Lewis Hamilton   | 381  | 1.  | Mercedes                  | 695  |
| 2.  | Valtteri Bottas  | 314  | 2.  | Ferrari                   | 479  |
| 3.  | Charles Leclerc  | 249  | 3.  | Red Bull-Honda            | 366  |
| 4.  | Max Verstappen   | 235  | 4.  | McLaren-Renault           | 121  |
| 5.  | Sebastian Vettel | 230  | 5.  | Renault                   | 83   |
| 6.  | Alexander Albon  | 84   | 6.  | Racing Point-BWT Mercedes | 65   |
| 7.  | Carlos Sainz Jr. | 80   | 7.  | Toro Rosso-Honda          | 64   |
| 8.  | Pierre Gasly     | 77   | 8.  | Alfa Romeo-Ferrari        | 35   |
| 9.  | Daniel Ricciardo | 46   | 9.  | Haas-Ferrari              | 28   |
| 10. | Sergio Pérez     | 44   | 10. | Williams-Mercedes         | 1    |

(A teljes táblázat)

## Statisztikák
- Vezető helyen:
  - Valtteri Bottas: 31 kör (1-14, 24-35 és 52-56)
  - Lewis Hamilton: 25 kör (15-23 és 36-51)
- Valtteri Bottas 11. pole-pozíciója és 7. futamgyőzelme.
- Charles Leclerc 4. versenyben futott leggyorsabb köre.
- A Mercedes 101. futamgyőzelme.
- Valtteri Bottas 45., Lewis Hamilton 150., Max Verstappen 29. dobogós helyezése.
- Lewis Hamilton 6. egyéni világbajnoki címét szerezte meg a futamon.[2]
- Kevin Magnussen, Max Verstappen és Carlos Sainz Jr. 100. nagydíja.[7]